# Monumental Possession
Monumental Possession - album norweskiej grupy black metalowej Dødheimsgard wydany 5 czerwca 1996 roku. Reedycję wydano w roku 1999, a produkcją zajęło się Century Media Records. To ostatni album zespołu wykonany w stylu klasycznego black metalu. To pierwszy album zespołu nagrany z basistą Jonasem Alverem i gitarzystą Apollyonem.

## Lista utworów
Opracowano na podstawie materiału źródłowego.
1. "Intro" – 1:27
2. "Utopia Running Scarlet" – 3:23
3. "The Crystal Specter" – 3:50
4. "Bluebell Heart" – 4:16
5. "Monumental Possession" – 5:44
6. "Fluency" – 3:37
7. "Angel Death" – 3:54
8. "Lost in Faces" – 4:56
9. "The Ultimate Reflection" – 6:03

## Twórcy
Opracowano na podstawie materiału źródłowego.
- Aldrahn - śpiew, gitara elektryczna, słowa
- Vicotnik - perkusja, śpiew
- Jonas Alver - gitara basowa
- Apollyon - gitara elektryczna, śpiew